# ベルナルド・ベッロット

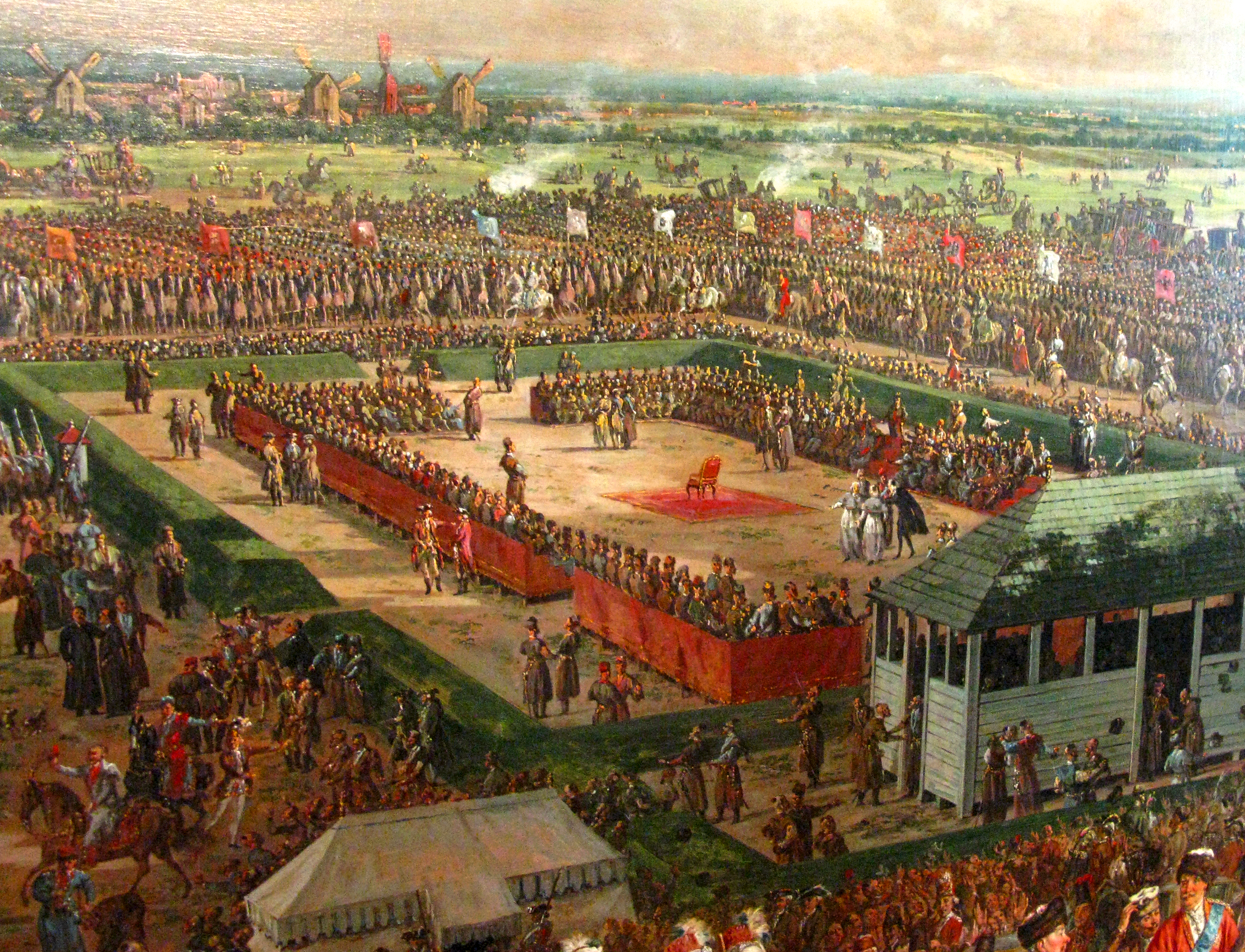
スタニスワフ2世を選出した国王自由選挙（ワルシャワ、1764年）

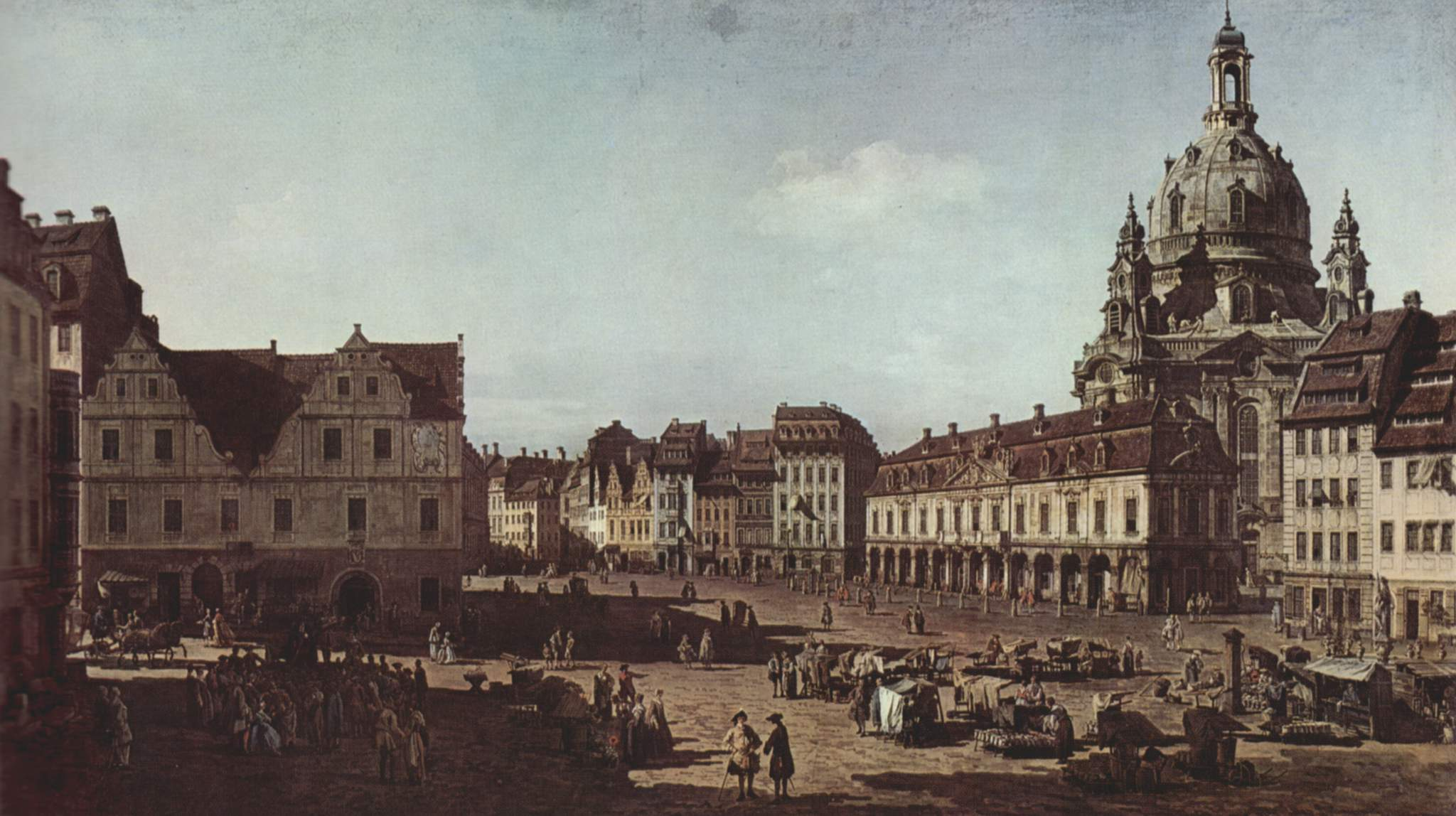
ドレスデン、1750年-1752年

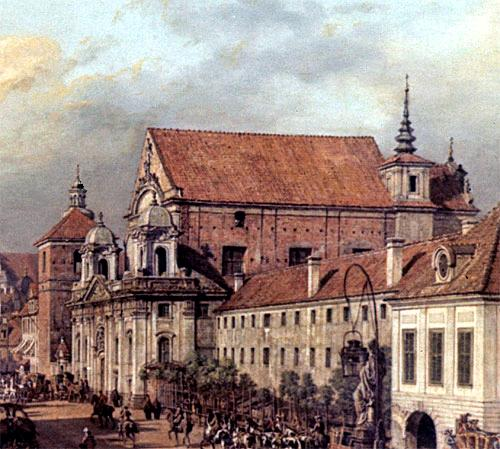
聖アンナ教会（ワルシャワ、1774年）

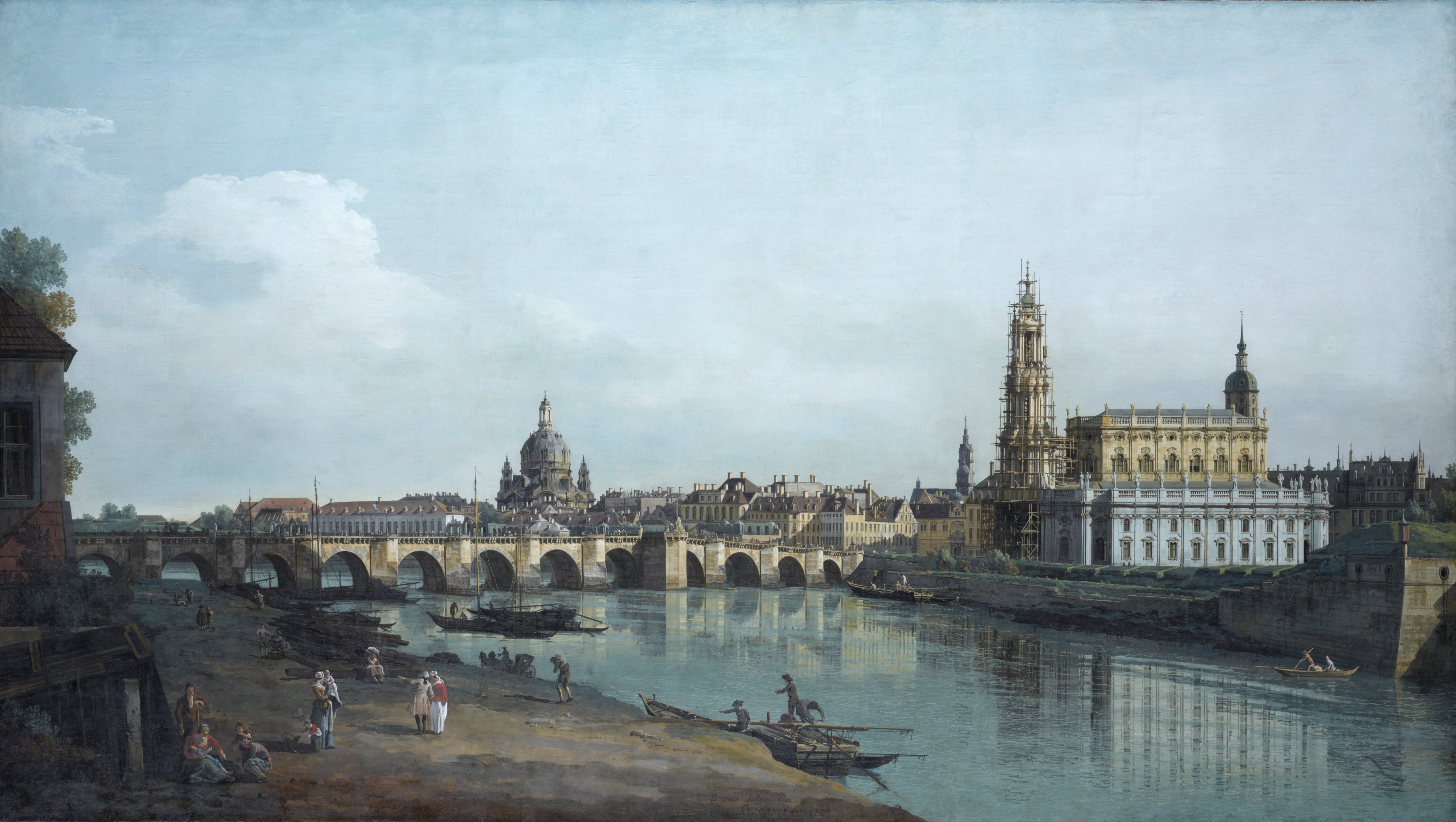
『アウグスト橋下流のエルベ川右岸から見たドレスデン』, 1748年

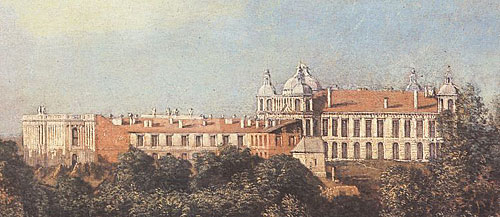
ウヤズドフスキ家の邸宅（ワルシャワ、1775年）

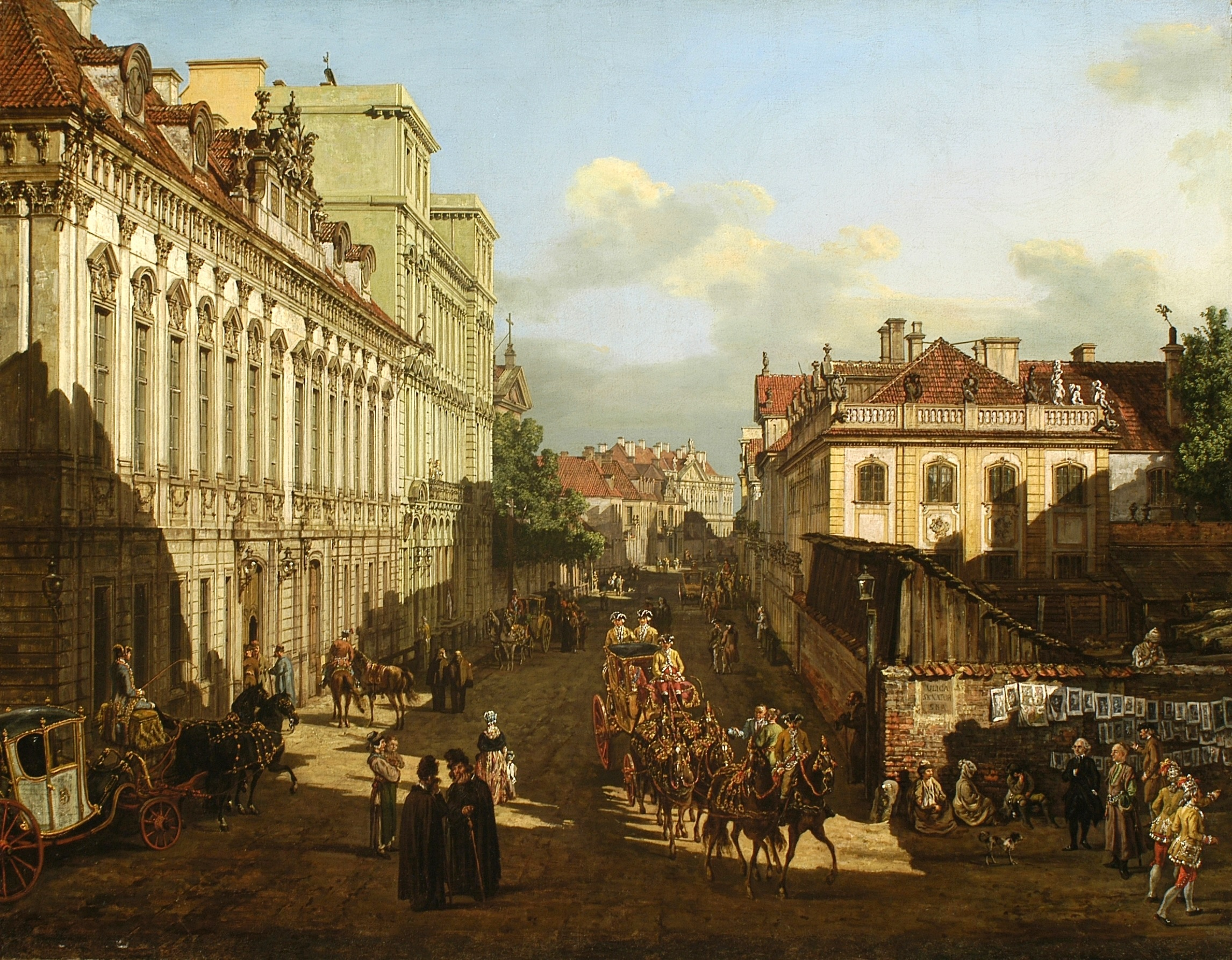
「はちみつ通り」の風景（ワルシャワ、1777年）

ベルナルド・ベッロット （Bernardo Bellotto, 1720年1月30日 - 1780年10月17日）は、イタリアの風景画家。エッチングの原版作者。ヴェネツィアの風景画家カナレットの甥にあたる。時には非公式にベルナルド・カナレットと呼ばれたため、特にポーランドでは、カナレットの絵画というと伯父よりも彼のことを指すことがある。
彼の画風は、光がどの場所でもはっきりしているのと同様に、精巧な建築物の描写や自然の眺望により特徴づけられる。伯父カナレットや他のヴェドゥータ（イタリア語で「眺め」の意味）の名人のように、彼も自身の都市眺望の秀でた精確さを達成するためカメラ・オブスキュラを使用していた。伯父はきっちりした理想的な光景を描こうとしたが、ベッロットはあるがままの日常生活の光景を描こうとしており、この点に特徴が認められる。

## 生涯
ベッロットはヴェネツィアで生まれた。父はロレンツォ・ベッロット、母はカナレットの妹フィオレンツァである。伯父カナレットに才能を認められ、14歳から伯父の元で修行を積んだ。
1742年に、彼は都市のヴェドゥテを創り出すべくローマまで単独で旅し、はじめて伯父の影響を受けずに絵画を描く機会を得た。1744年からはイタリア北部を旅し、どの都市でもヴェドゥータを描写し、描画技術を磨いた。1745年には、サヴォイア家のカルロ・エマヌエーレ3世から依頼され、絵を描いている。その後、1747年に家族と共にヴェネツィアを離れ、その後は故郷に戻ることはなかった。
1747年から1758年にかけ、彼はザクセン選帝侯でもあるポーランド王アウグスト王の招きに従い、ドレスデンへ赴いた。彼はドレスデンとピエルナ、またその郊外を描いた作品を多く残した。とくに、アウグスト橋下流のエルベ右岸からドレスデン中心部を描いた構図は「カナレット・ビュー」として有名で、ドレスデンを代表する景観のひとつとなっている。今日、これらの絵画が、第二次世界大戦中の大規模空襲で破壊されたドレスデンの、かつての美しさをうかがわせるものとして保存されている。
彼の国際的な知名度が上がるに連れ、1758年にハプスブルク家の女帝マリア・テレジアの招きでウィーンへ向かった。ここで彼は市内の記念物を描いた。その後まもなくにミュンヘン、そして、再びドレスデンへ移った。サンクトペテルブルク滞在時、彼はポーランド王スタニスワフ・アウグスト・ポニャトフスキの招聘を受け、ポーランド宮廷画家となった。スタニスワフ王の画家として彼は残りの人生をワルシャワで送り、彼はおびただしい量の首都や、ワルシャワ王城を取り巻く眺めを多く描いた。彼がワルシャワを描いた一連の絵画は、第二次世界大戦で焼け野原となったワルシャワ歴史地区復興の参考資料となった。
彼は1780年にワルシャワで死んだ。